# Стівен Кіпротіч
Стівен Кіпротіч  (англ. Stephen Kiprotich, 27 лютого 1989) — угандійський легкоатлет, олімпійський чемпіон, чемпіон світу.
Він встановив особистий рекорд у марафоні 2:07:20 в 2011 році на марафоні в Енсхеде, що в Нідерландах і новий рекорд Уганди в легкій атлетиці. Також зайняв третє місце в 2012 на Токійському марафоні з результатом 2:07:50.
Кіпротіч вважається національним героєм, адже Стівен — єдиний представник Уганди, який здобув олімпійську медаль в марафоні.

## Виступи на Олімпіадах
| Олімпіада           | Дисципліна       | Місце |
| ------------------- | ---------------- | ----- |
| Лондон 2012         | марафонський біг | 1     |
| Ріо-де-Жанейро 2016 | марафонський біг | 14    |